# 飓风猎人

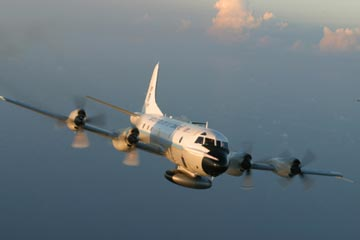
美国国家海洋和大气管理局的WP-3D“猎户座”气象侦察机。

飓风猎人是指飞入热带气旋执行气象侦察任务的美国空军预备役司令部气象侦察第53中队与美国国家海洋和大气管理局的飞机机组空勤人员。 从1943年开始执行这类任务以来，已经损失了5架飞机。
气象卫星问世以来，彻底解决了热带气旋的位置追踪与生成、运动、消失过程监控，但仍然无法取代气象侦察飞机实测风眼大气压强、风速。 

## 部隊

### 美国空军第53气象侦察中队

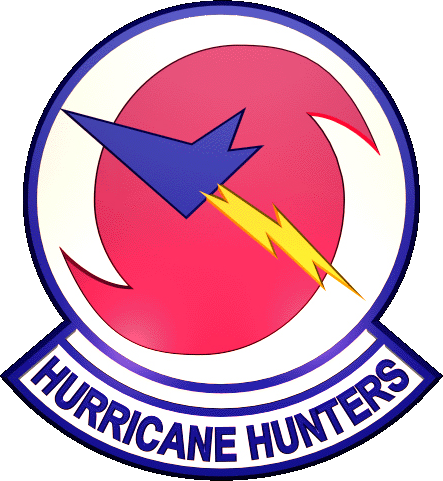
飓风猎人徽标

美国空军后备队第53气象侦察中队是世界上仅有的现役气象侦察航空兵。驻地位于密西西比州比洛克西的凯斯勒空军基地。"hurricane hunters"一次始于1946年的一次任务代号。目前，任务空域从北大西洋到夏威夷群岛为止的东太平洋。一次任务通常在150米至3000米高度穿入风眼数次。有时也进入西北太平洋收集核爆炸试验释放到大气层的放射性物质。机队规模为10架WC-130J气象侦察机。

### NOAA飓风猎人
美国国家海洋和大气管理局（NOAA）领导指挥的美国海洋和大气局部队（NOAA Corps）依据美国法典第10章及第33章第43节设立，属于七支美国着装部队之一，目前由379名军官组成，装备16艘船，11架飞机，没有士官与士兵，实施海军军衔，薪酬体系与海军相当，但属于非战斗民事部队。其中11架NOAA飓风猎人飞机驻扎于佛罗里达州坦帕的麦克迪尔空军基地的飞机行动中心，主要执行携带各种技术设备如气象雷达追踪、穿越热带气旋的任务。两架WP-3D“猎户座”气象侦察机为主要的空中气象观测实验室。一架湾流IV飞机执行万米高空气象侦察。  

## 历史
历史上使用过的气象侦察机机型：
- 1944年 A-20浩劫攻击机；

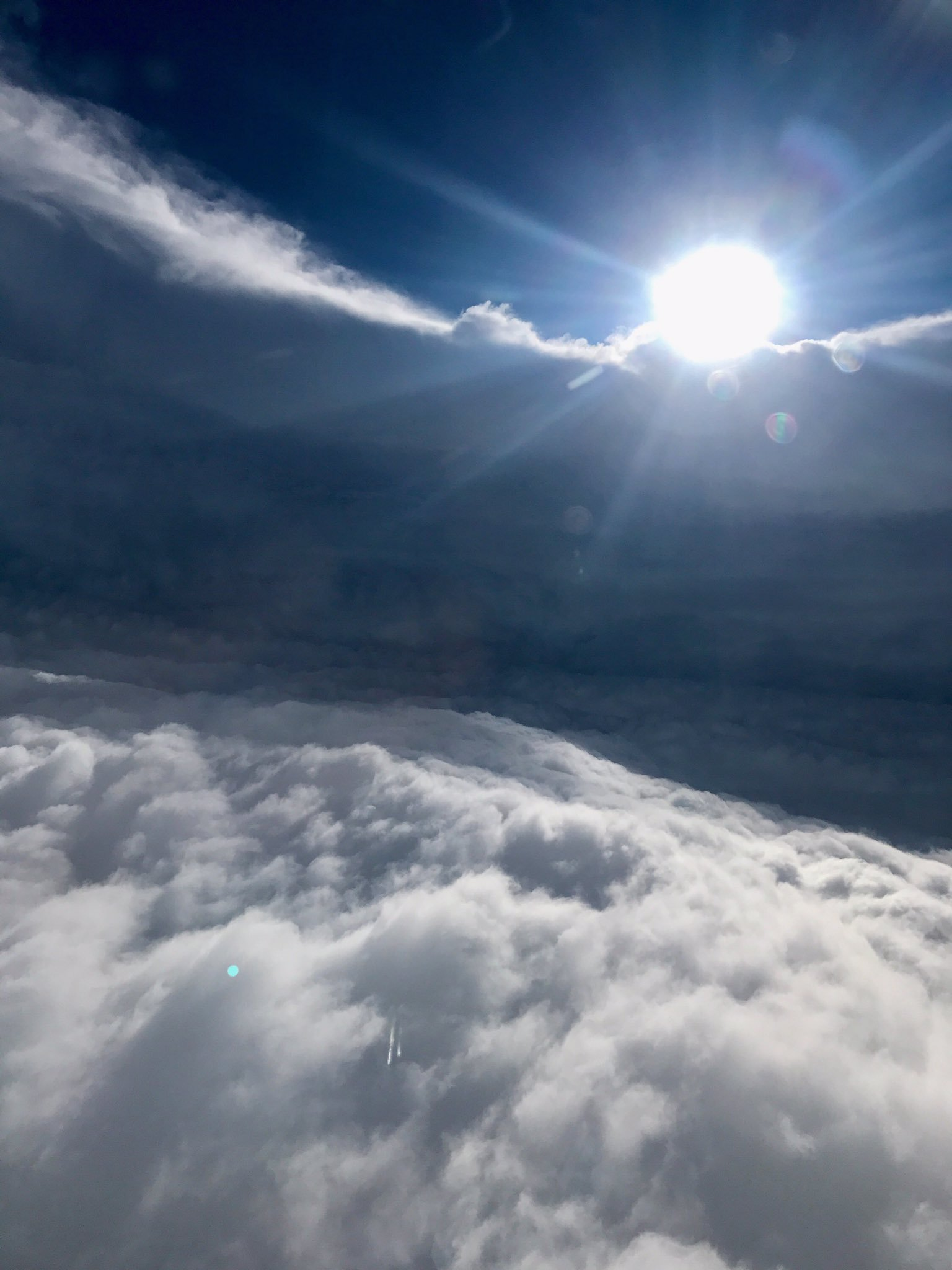
颶風獵人於2017年8月28日飛進颶風艾瑪风眼內部拍攝的景象。

- 1944-1945年 B-24“解放者”式轰炸机
- 1945-1947年 B-17“空中堡垒”轰炸机
- 1946-1947年 B-25米切尔型轰炸机
- 1946-1947年 B-29超级堡垒轰炸机
- 1951-1956年 WB-29
- 1956-1963年 WB-50
- 1963-1969年 B-47“同温层”喷气式轰炸机
- 1954-1973年 WC-121N气象侦察机（英语：C-121）
- 1965年-现今 WC-130气象侦察机（英语：WC-130）的A/B/E/H各型号
- 1963年1963年大西洋飓风季（英语：Atlantic hurricane season）对飓风基尼（英语：Hurricane Ginny）使用了U-2偵察機。

### 1943 Surprise Hurricane
1943年的“惊奇”飓风重创了得州休斯敦。在布莱恩空军基地的飞行教官Casey Hamilton少校与领航员Ralph O'Hair中尉驾驶一架T-6德州佬式教练机飞入风眼并安全返回。基地气象官 William Jones-Burdick中尉与飞行员Joseph Duckworth随后第二个架次飞入风眼。这是航空侦察热带风暴之始。

### VW-4

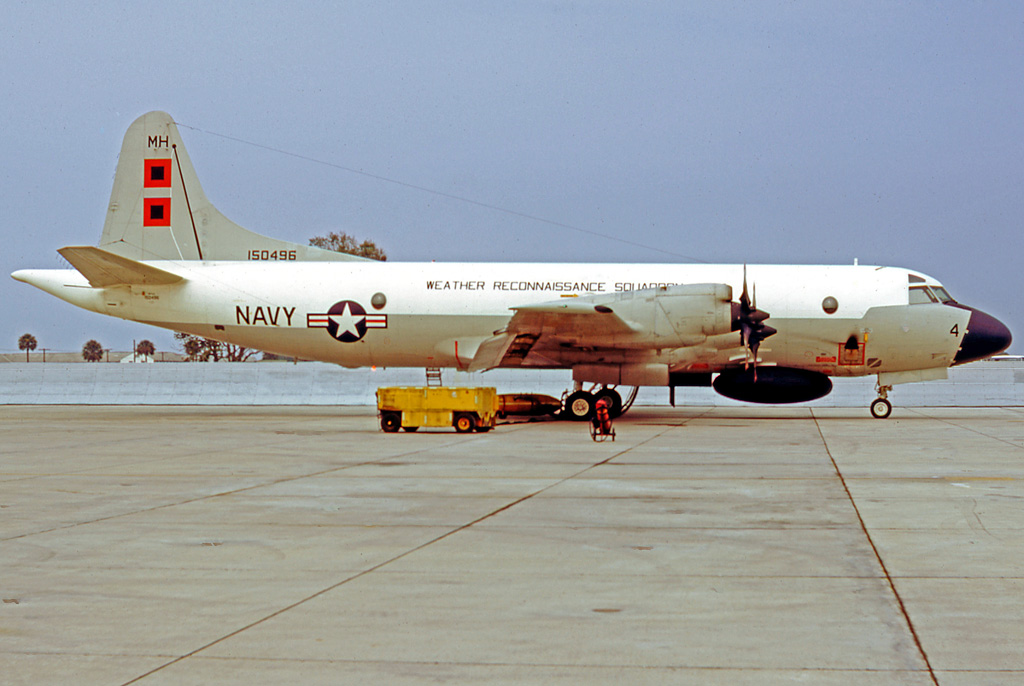
海军的VW-4气象侦察中队的WP-3A“猎户座”气象侦察机于1974年在杰克逊维尔海军航空兵基地。

VW-4气象侦察中队是美国海军的七支气象侦察航空中队之一。1954年至1972年使用WC-121N "Willy Victor"气象侦察机。1955年穿越加勒比海的飓风珍妮特时损失了一架飞机。 1973-1975年, VW-4使用涡桨发动机的WP-3A“猎户座”气象侦察机。

### 天鹅38
美国空军第54气象侦察中队1967年至1972年参与越南战争，执行了孟加拉湾到西太平洋的气象调查及对胡志明小道人工增雨造成洪涝灾害阻滞越共向前线转运物资的气象战行动。1974年，该中队装备了一架新式的WC-130H（序列号65-0965），命名为“台风追逐者”（Typhoon Chasers），驻于关岛的安德森空军基地。在调查南中国海的颱風貝絲的呼号为"Swan 38"任务，从菲律宾克拉克空军基地起飞，在第二次进入风眼时于1974年10月12日失去了无线电通联，所有6名机组人员失踪。